# Emir of Qatar Cup
Der Emir of Qatar Cup ist ein nationaler katarischer Fußballwettbewerb. Der Pokalwettbewerb wird seit der Saison 1972/73 jährlich ausgetragen. Der al-Ahli SC gewann die erste Austragung des Wettbewerbs. Der al-Sadd SC ist mit 18 Titeln Rekordpokalsieger.

## Pokalendspiele und Pokalsieger
| Saison    | Sieger        | Ergebnis              | Finalist      |
| --------- | ------------- | --------------------- | ------------- |
| 1972/73   | al-Ahli SC    | 6:1                   | al-Rayyan SC  |
| 1973/74   | al-Esteqlal   | 2:1                   | al-Sadd SC    |
| 1974/75   | al-Sadd SC    | 4:3                   | al-Ahli SC    |
| 1975/76   | al-Esteqlal   | 4:3                   | al-Arabi      |
| 1976/77   | al-Sadd SC    | 1:0                   | al-Rayyan SC  |
| 1977/78   | al-Arabi      | 5:1                   | al-Wakrah SC  |
| 1978/79   | al-Arabi      | 3:1                   | al-Wakrah SC  |
| 1979/80   | al-Arabi      | 2:1                   | al-Taawun     |
| 1980/81   | al-Ahli SC    | 2:1                   | Qatar SC      |
| 1981/82   | al-Sadd SC    | 2:1                   | al-Rayyan SC  |
| 1982/83   | al-Arabi      | 1:0                   | al-Sadd SC    |
| 1983/84   | al-Arabi      | 3:2                   | al-Ahli SC    |
| 1984/85   | al-Sadd SC    | 2:1                   | al-Ahli SC    |
| 1985/86   | al-Sadd SC    | 2:0                   | al-Arabi      |
| 1986/87   | al-Ahli SC    | 2:0                   | al-Sadd SC    |
| 1987/88   | al-Sadd SC    | 4:3                   | al-Wakrah SC  |
| 1988/89   | al-Arabi      | 2:0                   | Qatar SC      |
| 1989/90   | al-Arabi      | 3:0                   | al-Wakrah SC  |
| 1990/91   | al-Sadd SC    | 1:0                   | al-Rayyan SC  |
| 1991/92   | al-Ahli SC    | 2:1                   | al-Rayyan SC  |
| 1992/93   | al-Arabi      | 3:0                   | al-Sadd SC    |
| 1993/94   | al-Sadd SC    | 3:2                   | al-Arabi      |
| 1994/95   | al-Ittihad    | 2:1                   | al-Wakrah SC  |
| 1995/96   | al-Ittihad    | 5:2                   | al-Rayyan SC  |
| 1996/97   | al-Ittihad    | 1:1 n. V. (3:2 i. E.) | al-Rayyan SC  |
| 1997/98   | al-Ittihad    | 4:3                   | al-Ahli SC    |
| 1998/99   | al-Rayyan SC  | 2:1                   | al-Ittihad    |
| 1999/2000 | al-Sadd SC    | 2:0                   | al-Rayyan SC  |
| 2000/01   | Qatar SC      | 3:2                   | al-Sadd SC    |
| 2001/02   | al-Ittihad    | 3:1                   | al-Sadd SC    |
| 2002/03   | al-Sadd SC    | 2:1                   | al-Ahli SC    |
| 2003/04   | al-Rayyan SC  | 3:2                   | Qatar SC      |
| 2004/05   | al-Sadd SC    | 0:0 n. V. (5:4 i. E.) | al-Wakrah SC  |
| 2005/06   | al-Rayyan SC  | 1:1 n. V. (5:3 i. E.) | al-Gharafa SC |
| 2006/07   | al-Sadd SC    | 0:0 n. V. (5:4 i. E.) | al-Khor SC    |
| 2007/08   | Umm-Salal SC  | 2:2 n. V. (4:1 i. E.) | al-Gharafa SC |
| 2008/09   | al-Gharafa SC | 2:1                   | al-Rayyan SC  |
| 2009/10   | al-Rayyan SC  | 1:0                   | Umm-Salal SC  |
| 2010/11   | al-Rayyan SC  | 2:1 n. V.             | al-Gharafa SC |
| 2011/12   | al-Gharafa SC | 0:0 n. V. (4:3 i. E.) | al-Sadd SC    |
| 2012/13   | al-Rayyan SC  | 2:1                   | al-Sadd SC    |
| 2013/14   | al-Sadd SC    | 3:0                   | al-Sailiya    |
| 2014/15   | al-Sadd SC    | 2:1                   | al-Jaish      |
| 2015/16   | Lekhwiya SC   | 2:2 n. V. (4:2 i. E.) | al-Sadd SC    |
| 2016/17   | al-Sadd SC    | 2:1                   | al-Rayyan SC  |
| 2017/18   | al-Duhail SC  | 2:1                   | al-Rayyan SC  |
| 2018/19   | al-Duhail SC  | 4:1                   | al-Sadd SC    |
| 2019/20   | al-Sadd SC    | 2:1                   | al-Arabi      |
| 2020/21   | al-Sadd SC    | 1:1 n. V. (5:4 i. E.) | al-Rayyan SC  |
| 2021/22   | al-Duhail SC  | 5:1                   | al-Gharafa SC |
| 2022/23   | al-Arabi      | 3:0                   | al-Sadd SC    |
| 2024      | al-Sadd SC    | 1:0 n. V.             | Qatar SC      |
| 2025      | al-Gharafa SC | 2:1                   | al-Rayyan SC  |

## Rangliste
| Rang | Verein          | Titel | Jahr(e) | Finale |
| ---- | --------------- | ----- | --- | ------ |
| 01   | al-Sadd SC      | 18    | 1974/75, 1976/77, 1981/82, 1984/85, 1985/86, 1987/88, 1990/91, 1993/94, 1999/2000, 2002/03, 2004/05, 2006/07, 2013/14, 2014/15, 2016/17, 2019/20, 2020/21, 2023/24 | 29     |
| 02   | al-Arabi        | 09    | 1977/78, 1978/79, 1979/80, 1982/83, 1983/84, 1988/89, 1989/90, 1992/93, 2022/23                                                                                    | 13     |
| 03   | al-Gharafa SC 1 | 08    | 1994/95, 1995/96, 1996/97, 1997/98, 2001/02, 2008/09, 2011/12, 2024/25                                                                                             | 13     |
| 04   | al-Rayyan SC    | 06    | 1998/99, 2003/04, 2005/06, 2009/10, 2010/11, 2012/13 | 19     |
| 05   | al-Ahli SC      | 04    | 1972/73, 1980/81, 1986/87, 1991/92 | 09     |
| 06   | al-Duhail SC 2  | 04    | 2015/16, 2017/18, 2018/19, 2021/22 | 04     |
| 07   | Qatar SC 3      | 03    | 1973/74, 1975/76, 2000/01 | 07     |
| 08   | Umm-Salal SC    | 01    | 2007/08 | 02     |
| 09   | al-Wakrah SC    | 0     | | 06     |
| 10   | al-Khor SC 4    | 0     | | 02     |
| 11   | al-Jaish        | 0     | | 01     |
|      | al-Sailiya      | 0     | | 01     |

Anmerkungen